# Río Pansipit
El río Pansipit es un curso de agua de las Filipinas. Discurre por la provincia de Batangas, en la isla de Luzón.

## Curso
El río aparece descrito en el segundo volumen del Diccionario geográfico, estadístico, histórico de las Islas Filipinas de Manuel Buzeta Núñez y Felipe Bravo con las siguientes palabras:

PANSIPIT: r. de la isla de Luzon, en la prov. de Batangas; trae su origen de la laguna de Taal, en los 124° 37' long. 13° 55' 40” lat., diríjese primero al S. O. y luego al S. y desagua en el mar á los 125° 36' long, 13° 51' 30” lat.
(Buzeta y Bravo, 1851, p. 390)